# Чёрная (приток Исети)
Чёрная (устар. Чарная) — река в России, протекает в Курганской области. Начинается в Чёрном логе. Устье реки находится в 161 км по левому берегу реки Исеть у деревни Чёрное Макарово. Длина реки составляет 19 км.

## Данные водного реестра
По данным государственного водного реестра России относится к Иртышскому бассейновому округу, водохозяйственный участок реки — Исеть от впадения реки Теча и до устья, без реки Миасс, речной подбассейн реки — Тобол. Речной бассейн реки — Иртыш.
Код объекта в государственном водном реестре — 14010501112111200003934.